# Michel Petit (maître verrier)
Pour les articles homonymes, voir Michel Petit.
Michel Petit, né le 6 mars 1934, à Évreux et mort le 9 octobre 2022, à Thivars, est un artiste maître verrier français.
Il est plus particulièrement connu pour ses restaurations de vitraux, tels que ceux de la cathédrale de Chartres.

## Formation et recherches
Diplômé de l’École nationale supérieure des beaux-arts de Paris en 1959, il y fréquente l’atelier d’art monumental de Jacques Le Chevallier et l’atelier de peinture de Legeult. Il dépose un brevet (1962) à la suite de sa première création de vitraux en résine polyester à l’église Saint-Léger à Saint-Germain-en-Laye. En 1963 il ouvre son atelier de vitraux et art monumental à Thivars près de Chartres. Il est membre du Mur vivant, collectif groupant architectes, peintres et sculpteurs entre 1965 et 1975.
Il est chevalier des Arts et des Lettres (1994), et maître d'art (1996),.
Il recherche et crée jusqu’en 2006 sculptures monumentales et ensembles verriers. Il  participe au développement de la résine de polyester jusqu’en 1965 puis travaille la dalle de verre et le verre antique jusqu’à la fin des années 1970. Il se consacre ensuite à la création et à la restauration de vitraux. Il est un des précurseurs dans le travail et la peinture du verre par thermoformage. Il participe au développement des grands fours à plat verriers.
Retraité il se consacre aujourd’hui à son art initial, la peinture. Il continue cependant à travailler dans la restauration et la création de vitraux auprès de son fils Stéphane Petit.
Il est président d’honneur d'Artway Chartres, collectif multi-générationnel animé par des valeurs artistiques et humaines communes.

## Travaux de restauration
À partir de 1970, Michel Petit se consacre à la recherche et au développement des techniques de conservation et restauration des vitraux prestigieux en relation avec le Laboratoire de recherche des monuments historiques,. Il travaille sur les corrosions du verre, les formulations de grisaille, la mise en place des doubles verrières et le principe de réversibilité des actions. Il est l'auteur des restaurations et conservations (du XII au XX) suivantes : Notre-Dame de la Belle Verrière à la cathédrale Notre-Dame de Chartres (1990), les vitraux des cathédrales de Coutances,, (1988,1995), Chartres, (1987, 1997, 1999), Tours,, (1994,1999), les églises de Croth, (1986), Triel-sur-Seine (1988), Meung-sur-Loire (1989), Neufchâtel-en-Bray (1995), de Saint-Gervais à Paris (1997), de Solre-le-Château (1998), les vitraux de l’atelier de Sèvre au musée du Louvre (1992,1993), le vitrail de Jacques Gruber à La Piscine, Musée d'Art et d'Industrie de Roubaix (1993) ou encore la chapelle et son mobilier de René Lalique,,,  à Douvres-la-Délivrande (1997-1999).

## Travaux de création

### Démarche
Le principe de nécessité intérieure de Kandinsky « Du Spirituel dans l’Art » est la base théorique de la démarche de Michel Petit à laquelle s'ajoutent quelques phrases amies comme la définition de Paul Klee s'approchant de la vérité créatrice « Plus proche du cœur de la création qu’il n’est habituel » ou de Nicolas de Staël « Une peinture, je sais ce qu'elle est sous ses apparences, sa violence, ses perpétuels jeux de force ; c'est une chose fragile dans le sens du bon, du sublime ; c'est une chose fragile comme l'amour… »

Porteur d'une vision synthétique, Michel Petit a mis en valeur la nature transdisciplinaire des savoir-faire du peintre verrier L’œuvre architecturale est un concert de signe, rencontre des arts unis à la lumière,. La puissance des signes détermine l’émotion esthétique. La durée du signe implique un souci d’éternité, engageant une réflexion technique permanente.

### Vitraux
Pendant 40 ans Michel Petit intègre ses créations de vitraux dans une recherche perpétuelle de la lumière comme facteur d’unité   architecturale.  Selon lui : « Le vitrail, pour être pérenne, résulte de l’alliance de l’imagination et de la prise en compte de toutes les dimensions de son environnement, le bâti, ses fonctions, son histoire, ses lumières,,, ».

Sélection de réalisations de vitraux représentative de l’évolution et de la diversité esthétique et technique. 

#### Vitraux en polyester
Église Saint-Léger,, à Saint-Germain-en-Laye en 1961 : deux séries horizontales de vitraux en polyester aux tons bleus et verts animés de taches rouges s’harmonisent avec la couleur chaude de l’architecture de bois. En 1963 à Paris, chapelle de la rue Michel Ange des Sœurs de Marie-Réparatrice : important programme de vitraux déclinant  les différentes possibilités du polyester stratifié, du hall très lumineux, à la chapelle aux compositions circulaires très colorées ou monochromes.
- 1962 : Chapelle de Courteilles, Alençon
- 1962 : Chapelle de la S.F.S.C., Rome
- 1964 : Église des Coudreaux, Montfermeil
- 1970 : Chapelle de la Miséricorde, Sées

#### Vitraux en dalle de verre
L’église Sainte Bernadette, à Angers en 1967 : dix grandes baies de dalles de verre rectangulaires répandent une lumière très colorée dans toute la nef, rappelant la gamme de couleur médiévale. En 1968 au collège de Le Mêle-sur-Sarthe : Autour du patio principal trois compositions de dalles de verre ponctuent la journée des élèves, le hall d’accueil développe le thème des 4 saisons, le préau celui du jeu  et le couloir menant à l’étage, le jour et la nuit.
- 1965 : Maison des Jeunes SCI - "Verrière de la paix", Oust
- 1965 : Les Hospices civils - L'Antiquaille, Lyon
- 1968 : Église, La Cornuaille
- 1970 : Chœur de l'église et baptistère, Craponne

#### Vitraux en verre antique
La mise à l’honneur de la rose « Naissance » présenté par Michel Petit à l’exposition des maîtres contemporains du vitrail au palais de Chaillot en 1968, salon inauguré par André Malraux, marque la reconnaissance des premières années de création. En 1969 à Paris, la chapelle de l’Hospitalité du travail : sur un ciel à dominante bleu, un vol de colombes  anime douze grandes lancettes constituant le mur de lumière de la chapelle. À l’église Saint-Gervais,,, de Falaise de 1979 à 1997 : programme de 200 m2 de vitraux dans un édifice du XVIe siècle développant le thème de la Jérusalem céleste. En 1990 dans la chapelle XVe siècle Notre-Dame de Tronoën à la pointe du Finistère : La baie principale du chœur dite « maîtresse fenêtre», à dominante bleue environnée de lumière rehaussée de jaune d'argent, est dédié à la Vierge, étoile de la mer « Ave Maris Stella ». L’église romane de Martinvast, en 1993 : L’ensemble des baies romanes s’inspire du cantique de Daniel « Béni sois-tu dans le firmament du ciel » dans la gamme colorée du XIIe siècle.
Parmi une cinquantaine de réalisations : 
- 1969 : Chapelle de l'hôpital, Saumur
- 1972 : Chapelle Notre Dame de Grâces, Honfleur
- 1973 : Église Notre-Dame, Alençon
- 1977 : Église Anglicane, Seighford
- 1978 : Église romane, Autheuil
- 1984 : Chœur de l'église romane, Octeville
- 1987 : Baies sud de l'Église Notre-Dame, Alençon
- 1991 : Cave Vinicole, Los Angeles
- 1992 : Église Notre-Dame de la Licour, Herstal
- 1993 : Chapelle du Moustoir XVe, Rosporden
- 1995 : Nef de l'église, Neufchâtel-en-Bray
- 1996 : Baies Sud, Église Notre Dame, Alençon
- 1998 : Église, Solre-le-Château

#### Glaces thermoformées
En 1998 dans la salle de réunion de la communauté de communes de Ducey, : Au-dessus de la porte d’entrée, des chainons traversent un cercle symbole de la communauté de communes tandis que les baies nord et sud évoquent les quatre éléments. Cette œuvre est une des premières réalisations en France utilisant le thermoformage du verre.

#### Glaces peintes
À l’église Notre-Dame de la Délivrande,, à la Glacerie, en 2006, au chœur de l’ancienne manufacture de glaces : les huit baies de la nef racontent l’historique des productions verrières depuis le XVIe siècle dans un style imagé faisant mémoire du passé.

### Peinture
La peinture est pour Michel Petit la discipline artistique permettant d’exprimer le ressenti le plus profond intérieurement. Dans une nécessité permanente d’expression, Michel Petit peint tout au long de sa vie. La peinture est pour lui la base nécessaire à l’expression monumentale, le vitrail et l’art mural. Il trouvera dans le vitrail l’aboutissement de la peinture, la lumière s’ajoutant à la couleur et au graphisme.
Attiré et travaillant l’abstrait pendant sa formation à l’école des beaux-arts de Paris, il réalisera en un temps record une copie d’une toile de 10 m2 de la pré-renaissance pour prouver sa capacité dans l’expression figurative et faire taire leur réticence à l’abstrait de certains professeurs. Il obtiendra l’année suivante (1959) le premier prix d’Attainville, concours organisé par l’école des beaux-arts.
Sélection de peintures représentatives de courants et  thématiques travaillés par Michel Petit.
- 1955 : Au commencement, huile sur toile de (81*65cm), évocation non figurative du premier jour de la création.
- 1955 : Le port d’Honfleur, huile sur toile figurative (65*50cm)
- 1958 : L’adoration des mages, huile sur toile de (500*200cm), copie de Coppin Delft, peintre de la suite du Roi René d’Anjou dans le milieu du XVe siècle.
- 1959 : Maquette d’une tapisserie pour un musée d’océanographique (81*65cm), prix d’Attainville, collection de l’École nationale supérieure des beaux-arts de Paris.
- 1968 : Combat de l’ange et de Jacob d’après la toile marouflée d’Eugène Delacroix à l’église Saint-Sulpice de Paris.
- 1970 : Baigneuses, encre de Chine sur papier (63*33cm) marouflé sur bois (100*100cm)
- 1973 : Naissance, Encre de Chine (130*276cm)
- 1983 : Les 3 grâces, Monotype gravé (31*25cm) marouflé sur toile (50,5*30,5cm)
- 1987 : Lumière prisonnière, Techniques mixtes marouflé sur bois (55*55cm)
- 1990 : Enchainement, Encre de Chine (55*36cm) marouflé sur bois (70*45cm)
- 1995 : Oppositions, Huile sur toile (53*26,5cm) marouflé sur bois (100*100cm)
- 2001 : Lumière, huile sur toile (41*33cm)
- 2004 : Éléments, huile sur toile (81*65cm)
- 2004 : Aux portes de l’été, huile sur bois (153*153cm)
- 2006 : Tempête, huile sur bois (50*50cm)
- 2006 : Naissance, huile sur bois (153*153cm)
- 2007 : Fleuve de vie, huile sur bois (153*153cm)
- 2011 : Collection de grandes huiles sur bois sur le thème de la Genèse.

### Sculpture et art monumental
Michel Petit, membre de l’ancien syndicat des sculpteurs, expérimentera et s’appropriera  une grande diversité de matériaux, toujours liés à l’environnement et à l’architecture. Ainsi en collaboration avec le Centre scientifique et technique du bâtiment (CSTB), il travaillera en 1970 sur les premières mousses rigides et développera les moules à béton en 1971.
- 1970 : Paris [1],[21] : Présentation aux Salons du « Mur Vivant » d’un claustra modulaire en mousse rigide de polyuréthane : troncs de cylindres de 30cm*30cm*30cm et sous multiples.
- 1971 : Alençon (Orne) [25] : Animation de façades HLM par un jeu modulaire de moules à béton thermoformés.
- 1972 : Vernouillet (Eure-et-Loir) [21] : Mur en inox animé de mobiles polychromes dans un groupe scolaire.
- 1973 : Paris [1],[21] : Claustra en bois modulaire au sein du groupe du « mur vivant »
- 1973 : Lucé (Eure-et-Loir) : Sculpture en pierre de Berchères au groupe scolaire des Vieux-Puits.
- 1975 : Lucé : Espace de repos en pierre polychromes locales : pierre de Berchères, pierre de grès rouge, pierre brune du Perche.
- 1976 : Chartres (Eure-et-Loir) : Moebius, sculpture en marbres plaqués dans le patio d’entrée du groupe scolaire Victor-Hugo.
- 1978 : Dreux (Eure-et-Loir) : Espace de repos pour les élèves réalisé en poufs de marbres gravés au groupe scolaire Paul-Fort.
- 1981 : Lisieux (Calvados) : Trois totems en bois polychrome animent le patio du groupe scolaire Marie-Curie.
- 1999 : Paris [26] : Présentation à l’exposition « De main de Maître »  au palais des congrès de Paris  d’une stèle de verre thermoformé et peint à l’email.

### Œuvre sur papier
Dès le plus jeune âge et tout au long de sa vie Michel Petit schématise, dessine, grave et peint sur papier. Que cela soit dans le cadre préparatoire de ses réalisations en art monumental, sculpture, peinture ou vitrail mais également et surtout pour alimenter la création pure.

## Titres
Michel Petit est membre du comité technique du Corpus vitrearum et de l’International Council of Monuments and Sites.Il est nommé Chevalier des Arts et des Lettres en 1994 puis Maître d'art, en 1996. 
Il obtient les distinctions suivantes : premier prix d’Attainville (1959) ; Médailles d’argent (1980) et de vermeil (1982) de l’Académie européenne des Beaux-Arts; Prix national des  formateurs aux métiers d’art (1994) décerné par la Société d'encouragement aux métiers d'art (SEMA); prix Renaissance des arts (2006)
Il enseigne à l'École nationale supérieure des arts appliqués et des métiers d'art jusqu’en 1999.